# Avsättningskriget mot kung Hans
Avsättningskriget mot kung Hans var ett svenskt uppror som pågick mellan 1501 och 1503, mot den danske unionskungen Hans.

## Upptakt
Under kung Hans tredje regeringsår började den svenska rådsaristokratin frondera mot den danska överhögheten och de danska fogdarna. Missnöjet hade successivt ökat och den danska legoarméns ohyggliga nederlag i fälttåget mot Ditmarsken gjorde viljan till uppror större. När det sen kom fram att ett avtal mellan Danmark och Ryssland riktat mot Sverige var i görningen, blev situationen akut.
Efter olyckan i Ditmarsken var Hemming Gadh den som ivrigast arbetade på att få bort Hans från Sveriges tron. Han visste dock att kungens makt aldrig skulle kunna rubbas så länge rikets förnämsta män förlamade sina krafter genom inbördes oenighet. Därför satte han in all sin förmåga på att förlika Sten Sture den äldre med Svante Nilsson (Sture).
I januari 1501 träffades ett antal rådsherrar för att "skydda Sverige mot kungens övervåld", vilket i klartext betydde att de tänkte avsätta kungen. De två sturarna och Hemming Gadh var tre av de mest namnkunniga på mötet.

## Krigets förlopp
Den 10 augusti 1501 belägrades Örebro hus där en av de mest förhatliga fogdarna, Jöns Falster residerade. Fogden greps, fördes till Arboga och lynchades till döds. När kungen såg allvaret och styrkan i upproret valde han att resa till Danmark för att mobilisera en här. Hans drottning, Kristina av Sachsen, övertog befälet över Stockholm. Resningen växte i styrka och kraft, och flera fästen intogs, bland annat Västerås hus. Kungen förklarades vara avsatt eftersom man menade att han brutit mot Kalmar recess. Sten Sture tog också tillbaka den riksföreståndartitel han 1497 förlorat i slaget vid Rotebro. 
I oktober intog upprorshären Stockholm och drottning Kristina med sitt hov och sin livvakt stängdes in på slottet Tre Kronor. När våren kom hade många på slottet dött av matbrist och sjukdomar, och den väntade hjälpen från Danmark dröjde. Den 9 maj tvingades drottningen överlämna slottet till Sten Sture (Stockholms dagtingan), så när den danska flottan strax därefter kom kunde den ingenting göra.
Under sommaren 1502 intog och brände en dansk legoarmé Älvsborgs fästning, Nya Lödöse och Örestens fästning. Sten Sture å sin sida belägrade och intog såväl Åbo som Viborg och Nyslott, vilka sedan Kalmarunionens grundande de facto hamnat under dansk överhöghet.
På våren 1503 ryckte Sten Stures här in i Blekinge och förstörde Lyckå slott, medan Hemming Gadh intog Kalmar. Sten Sture gick in i Norge med erövringsplaner, men misslyckades med att åstadkomma något av betydelse. Han dog 1503 och efterträddes som riksföreståndare av Svante Nilsson (Sture).